# لويس جان فرانسوا لاغرينه
لويس جان فرانسوا لاغرينه (30 ديسمبر 1724- 19 يونيو 1805) هو رسام روكوكو فرنسي.